# ویتناو (بادن-وورتمبرگ)
ویتناو (به آلمانی: Wittnau) یک شهر در آلمان است که در برایگاو-هخشوارتسوالد واقع شده‌است.

## خواهرخوانده
شهر Wittnau خواهرخواندهٔ ویتناو (بادن-وورتمبرگ) هست.